# Станчева (връх)
Станчева (на английски: Stancheva Peak) е връх с височина 850 m на хребет Бигла, Земя Греъм в Антарктика. От 4 юли 2013 г. носи името на Камелия Станчева, участничка в антарктическата кампания през 1996/1997, осигурила подкрепа за националната антарктическа програма.

## Описание
Върхът е заоблен и е покрит с лед. Северозападните, югоизточните и югозападните склонове са стръмни и скалисти. Разположен е в западния край на хребет Бигла, Бряг Фойн на Антарктическия полуостров. Намира се на 4,6 km южно от рид Вологес, 6,68 km на запад-югозапад от връх Мечева и 5,05 km северозападно от Чуйпетловска могила. Издига се над ледниците Слайпнир на север и Бигълхоул на юг.

## Картографиране
Британско картографиране на върха от 1976 г.

## Карти
- British Antarctic Territory Архив на оригинала от 2014-12-09 в Wayback Machine.. Scale 1:200000 topographic map. DOS 610 Series, Sheet W 65 64. Directorate of Overseas Surveys, Tolworth, UK, 1971
- Antarctic Digital Database (ADD). Scale 1:250000 topographic map of Antarctica. Scientific Committee on Antarctic Research (SCAR). Since 1993, regularly upgraded and updated